# Coptottigia cristata
Coptottigia cristata är en insektsart som beskrevs av Bolívar, I. 1912. Coptottigia cristata ingår i släktet Coptottigia och familjen torngräshoppor. Inga underarter finns listade i Catalogue of Life.